# Már Guðmundsson
Már Guðmundsson (* 21. Juni 1954) ist ein isländischer Wirtschaftswissenschaftler und derzeitiger Präsident der Zentralbank Islands (Seðlabanki Íslands).

## Leben
Már hat in England studiert und hält einen Bachelor-Abschluss in Ökonomie der Universität Essex. Weiterhin hat er in Göteborg Wirtschaftswissenschaften und Mathematik studiert.
Den Master-Abschluss in Ökonomie erhielt er von der Universität Cambridge. (M.Phil.)
Már Guðmundsson war zwanzig Jahre für die Zentralbank Islands tätig, wovon zehn Jahre, von 1994 bis 2004, als deren Chefökonom (aðalhagfræðingur).
Von 2004 bis 2009 arbeitete er bei der Bank für Internationalen Zahlungsausgleich (BIZ) (engl. Bank for International Settlements) in Basel. Dort war er stellvertretender Leiter des Monetary and Economic Department.
Am 29. Juni 2009 wurde Már Guðmundsson als Nachfolger des Norwegers Svein Harald Øygard im Amt des Präsidenten (seðlabankastjóri) der Zentralbank Islands angekündigt.
Zu seinem Stellvertreter (aðstoðarseðlabankastjóri) und zum Chefökonom wurde der isländische Wirtschaftswissenschaftler Arnór Sighvatsson (geb. 1956) ernannt. Am 20. August 2009 trat Már seinen neuen Posten an.